# Daix
 Daix  là một xã ở tỉnh Côte-d’Or trong vùng Bourgogne-Franche-Comté, phía đông nước Pháp. Xã Daix nằm ở khu vực có độ cao trung bình 343 mét trên mực nước biển.